# Ministero dello sport (Russia)
Il Ministero dello sport (in russo Министерство спорта?, Ministerstvo sporta, spesso abbreviato Минспорт o Minsport) è un dicastero del governo russo. È responsabile dell'attuazione della politica governativa e della regolamentazione legislativa, dei servizi statali e dei finanziamenti statali per gli atleti e della gestione della proprietà pubblica in materia di sport.
È stato creato dal governo Medvedev nel 2008 come Ministero dello sport, del turismo e della politica giovanile. Esiste nella sua forma attuale dal 21 maggio 2012.

## Struttura
Il Ministero è composto da due rami:
- Dipartimento dello sviluppo sportivo (Департамент государственной политики развития спорта высших достижений)
- Dipartimento della politica statale sullo sport (Департамент государственной политики в сфере физической культуры и спорта)

## Storia

### Periodo sovietico
Il Comitato statale per lo sport e l'educazione fisica dell'URSS (Спорткомитет СССР, Комитет по физической культуре и спорту при Совете Министров СССР) è stato istituito nel 1954 come unico ente governativo responsabile della gestione dello sport in Unione Sovietica. Il Comitato è stato il risultato della fusione di tutte le organizzazioni sportive e nazionali in un'unica organizzazione.

### Periodo Post-sovietico
Il Comitato statale per sport e l'educazione fisica della Russia (Госкомитет по ФКиТ; Госкомспорт России, Государственный комитет Российской Федерации по физической культуре и спорту) è stato creato nel 1991. È stato il corpo direttivo centrale dello sport russo. Il capo del comitato era indicato come ministro dello sport. Il comitato era un'organizzazione federale che era responsabile del coordinamento e lo sviluppo degli sport in Russia.

### Dal 2002
L'Agenzia federale per lo sport e la cultura del corpo (Федеральное агентство по физической культуре и спорту) è stata creata nel 2002 come successore del comitato sportivo precedente. È stata sciolta il 7 ottobre 2008, per essere riorganizzata con il suo nome attuale.

## Direzione

### Capi del Comitato sportivo
| N° | Ministro                      | In carica   | Partito      |
| -- | ----------------------------- | ----------- | ------------ |
| 1° | Shamil Trapishchev            | (1994-1996) | Ind.         |
| 2° | Leonid Tyagachev              | (1996-1999) | Russia Unita |
| 3° | Maksim Gennad'evič Rešetnikov | (1999-2001) | Ind.         |

### Capi dell'Agenzia sportiva federale
| N° | Ministro          | In carica   | Partito      |
| -- | ----------------- | ----------- | ------------ |
| 1° | Vjačeslav Fetisov | (2002-2008) | Russia Unita |

### Ministri dello sport
| N° | Ministro                | In carica   | Partito      |
| -- | ----------------------- | ----------- | ------------ |
| 1° | Boris Ivanyouschenko    | (2008)      | Ind.         |
| 2° | Vitaly Mutko            | (2008–2016) | Ind.         |
| 3° | Pavel Kolobkov          | (2016–2020) | Russia Unita |
| 4° | Oleg Vasil'evič Matycin | (2020-2024) | Ind.         |
| 5° | Michail Degtjarëv       | (2024-)     | PLDR         |